# فرودگاه بین‌المللی پورت سودان

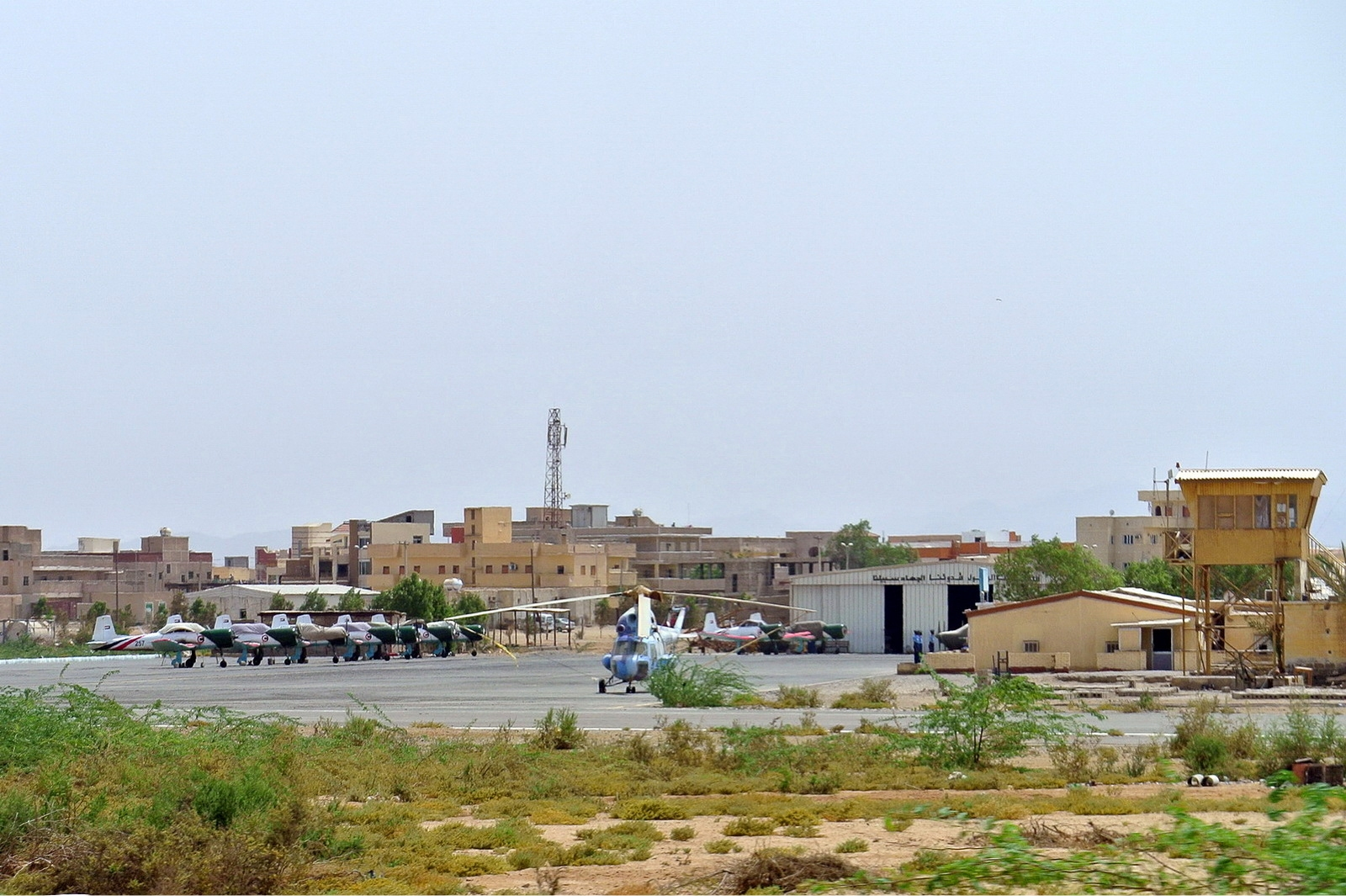
فرودگاهی در کشور سودان

 فرودگاه بین‌المللی پورت سودان (به انگلیسی: Port Sudan New International Airport) یک فرودگاه همگانی با کد یاتا PZU است که یک باند فرود آسفالت دارد و طول باند آن ۲۴۶۰ متر است. این فرودگاه در کشور سودان قرار دارد و در ارتفاع ۴۳ متری از سطح دریا واقع شده‌است.